# Rolei
Rolei (italià Roletto, piemontès Rolèj) és un municipi italià, situat a la ciutat metropolitana de Torí, a la regió del Piemont. L'any 2007 tenia 1.987 habitants. Està situat al Pinerolès, una de les Valls Occitanes. Limita amb els municipis de Chantaloba, Frussasc i Pineròl.

## Administració
| Període | Identitat        | Partit        |
| ------- | ---------------- | ------------- |
| 2004-   | Maurizio Tiranti | Llista cívica |